# Dischidanthus
Dischidanthus là chi thực vật có hoa trong họ Apocynaceae.

## Các loài
- Dischidanthus urceolatus (Decne.) Tsiang, 1936 - song sang, hàm liên chuông.